# Garmsir (distrikt)
Garmsir är ett distrikt i Afghanistan. Det ligger i provinsen Helmand, i den sydvästra delen av landet, 700 kilometer sydväst om huvudstaden Kabul. Administrativ huvudort är Garmsir.
Distriktet beräknades år 2022 ha cirka 123 000 invånare.